# Arthur Fiedler
Arthur Fiedler (Boston, 17 de diciembre de 1894 - Brookline, 10 de julio de 1979), músico estadounidense, fue durante cinco décadas director de la Orquesta Boston Pops, una orquesta sinfónica que se especializaba en música popular. Con una combinación de músico y hombre de espectáculos, convirtió a la Pops en la orquesta más conocida de Estados Unidos. Algunos lo criticaron por popularizar demasiado la música, en especial al adaptar canciones conocidas y al editar porciones del repertorio clásico. Fiedler deliberadamente mantuvo las representaciones informales, ligeras y alegres para popularizar la música clásica.

## Biografía
Fiedler nació en Boston, Massachusetts. Su padre fue un violinista austríaco que tocó en la Orquesta Sinfónica de Boston, y su madre fue pianista y música. Él fue criado en Boston, y asistió a la Escuela Latina de Boston hasta que su padre se jubiló y regresaron a Austria, en donde estudió y trabajó hasta su regreso a Boston al comenzar la Primera Guerra Mundial. En 1909, su padre lo llevó a Berlín para que estudiara violín con Willy Hess, y luego en 1915 se unió a la Orquesta Sinfónica de Boston como violinista bajo la dirección de Karl Muck. También trabajó como pianista, organista y percusionista.
En 1924, Fiedler formó la Sinfonietta de Boston, una orquesta de música de cámara formada por miembros de la Sinfónica de Boston, y comenzó una serie de conciertos al aire libre gratuitos. Fue nombrado el décimo octavo director de la Boston Pops en 1930. Aunque dirigir la Pops se suponía que era solo una etapa de la carrera de un director, Fiedler hizo de la Pops el trabajo de su vida, manteniendo el cargo por medio siglo.

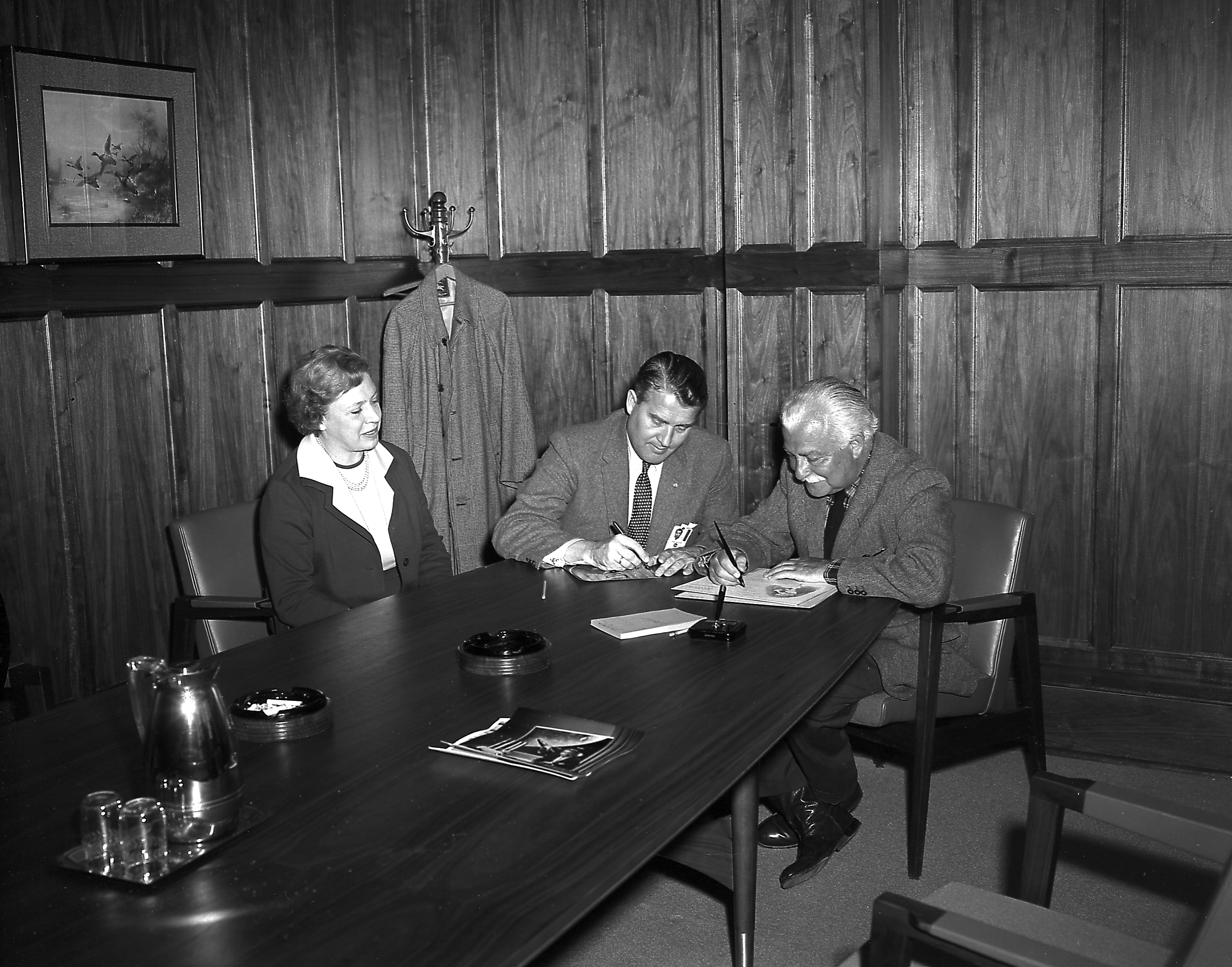
El Sr. y la Sra. Arthur Fiedler y Wernher von Braun en su oficina en el Marshall Space Flight Center. 23 de marzo de 1962.

Bajo la dirección de Fiedler, según se dice, la Boston Pops hizo más grabaciones que cualquier otra orquesta en el mundo, la mayoría de ellas para la RCA Records (Radio Corporation of America), con ventas totales de álbumes, singles, cintas y casetes que superaban 50 millones de copias. Sus grabaciones comenzaron en julio de 1935 en el Salón de la Sinfónica de Boston con RCA, incluyendo una primera grabación mundial de la Jalousie de Jacob Gade, que llegó a vender más de un millón de copias, y la primera grabación completa de Rhapsody in Blue de George Gershwin, con Jesús María Sanroma como solista. Su grabación en junio de 1947 de Gaite Parisienne, de Jacques Offenbach fue incluso lanzada por RCA como su primer álbum clásico de larga duración, en 1950. En 1954 grabó la misma música en estéreo y comenzó a hacer grabaciones en estéreo regularmente en 1956. Además de grabar algunos clásicos sencillos, Fiedler también grabó música de shows de Broadway y partituras de películas de Hollywood, al igual que arreglos de música popular, especialmente de Los Beatles. También hubo grabaciones de música de cámara hecha por su Sinfonietta. Fiedler también estuvo asociado a la San Francisco Pops Orchestra por 26 veranos, comenzando en 1949, y dirigió muchas otras orquestas alrededor del mundo.
Como hobby, estaba fascinado por el trabajo de los bomberos, y viajaba en su propio vehículo a grandes incendios alrededor de Boston en cualquier momento del día o la noche para ver a los bomberos trabajar. Fue nombrado "Capitán Honorario" en el Departamento de Bomberos de Boston.
Fiedler murió en Brookline, Massachusetts, a los 84 años. Tras su muerte, Boston lo honró con una escultura abstracta; un busto de Fielder que se posicionó cerca de la Explanada del río Charles, hogar de la serie de conciertos gratuitos que continúa hasta el día de hoy. Puesto que Fiedler "murió en su cargo", la temporada de 1979 de la Pops fue suspendida. John Williams tomó el puesto para el año siguiente.